# Begegnung an der Goldenen Pforte

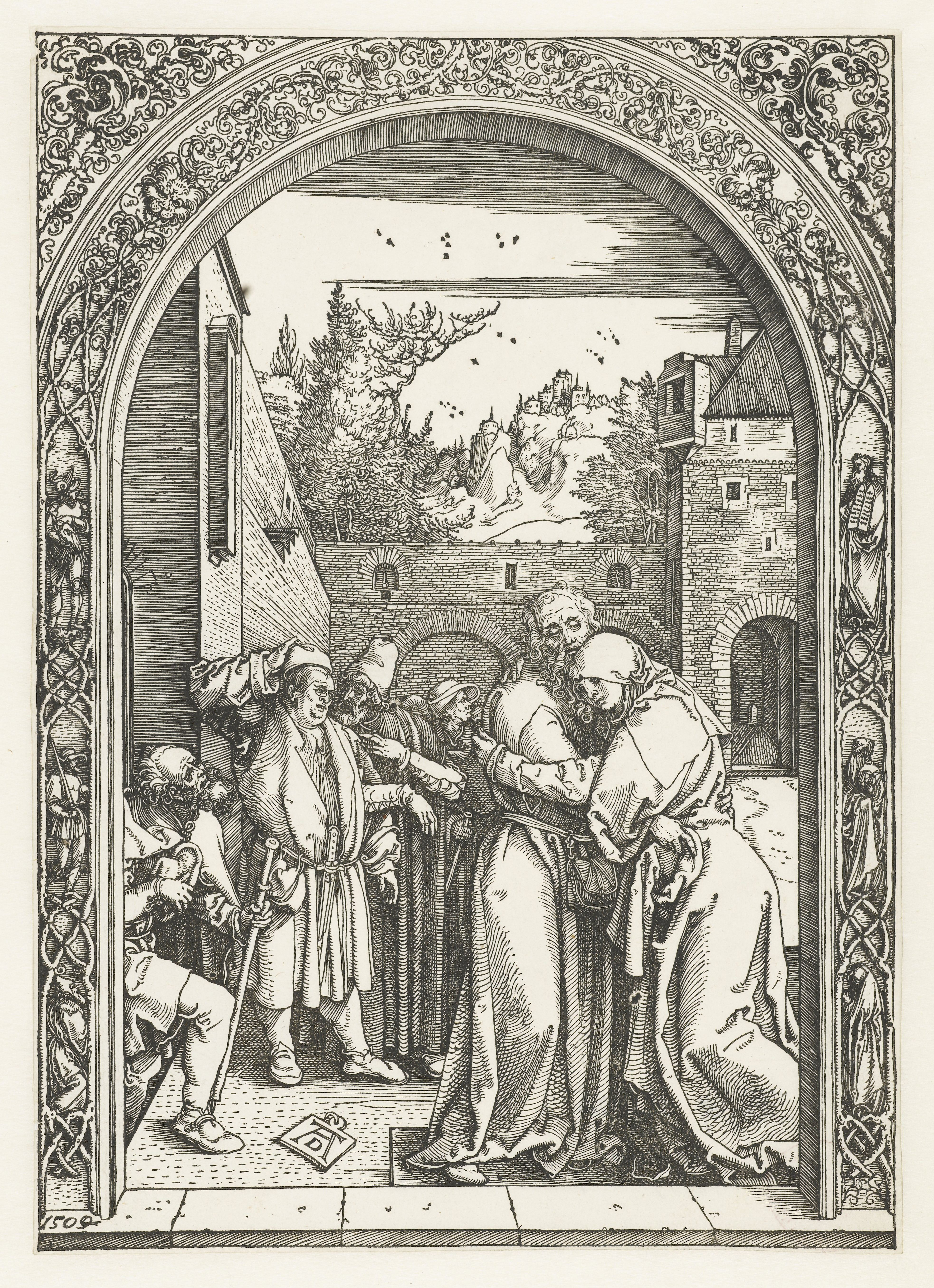
Die Begegnung an der Goldenen Pforte, Holzschnitt von Albrecht Dürer

Die Begegnung an der Goldenen Pforte bezeichnet in der christlichen Ikonographie die Begegnung von Anna und Joachim vor dem Goldenen Tor des Herodianischen Tempels in Jerusalem.

## Geschichte
In einigen apokryphen Schriften (Protevangelium Jacobi, Evangelium Pseudo-Matthaei, Libellus De nativitate Mariae) wird erzählt, Anna habe Joachim vor dem Tor des Tempels erwartet, umarmt und ihm mitgeteilt, dass ein Engel ihr verkündet habe, dass sie das Kind Maria erwarte. Eine weitere Deutung geht dahin, dass diese Begegnung selbst die Empfängnis bewirkt habe.
In der Bildenden Kunst zeigt eine Darstellung aus dem 5. Jahrhundert an der Ziboriumssäule des Markusdoms in Venedig in einem Zyklus des Marienlebens die Umarmung des Paares noch ohne Goldene Pforte. Im Kaiserlichen Menologium umarmen und küssen sich die Eheleute in der Nähe des Tempeltores. Erweiterungen erfährt die Darstellung damit, dass Anna von Dienerinnen und Joachim von Hirten begleitet wird.
Mit dem Anwachsen der Verehrung von Maria und Anna im 12. Jahrhundert wurde die Begegnung an der Goldenen Pforte aus der byzantinischen Kunst vermehrt im Westen übernommen. Hierbei findet die Begegnung zumeist vor einem Stadttor oder einem Kirchenportal statt.
Um 1500 erreichte die Darstellung ihren Höhepunkt. Sie wurde als Bildrepräsentation der Unbefleckten Empfängnis aufgefasst. Später wurde diese, statt mit der Begegnungsszene, mit der erwachsenen Maria dargestellt.